# Clasificación de Concacaf para la Copa Mundial de Fútbol de 1982
El torneo de clasificación de la Concacaf para la Copa Mundial de Fútbol de 1982 fue disputado por 15 selecciones, con dos plazas en juego asignadas por la FIFA, de las 24 totales del Mundial.
Los equipos se dividieron en tres zonas atendiendo a consideraciones geográficas. En cada zona se clasificarían dos equipos, hasta formar una ronda final compuesta por una liguilla de seis equipos disputada bajo la modalidad de "todos contra todos". Los dos primeros obtenían el pase al Mundial. Esta fase final fue disputada en Tegucigalpa (Honduras) y coincidió con el Campeonato Concacaf de Naciones 1981.

## Ronda preliminar

### Zona de Norteamérica
La zona de Norteamérica se compuso de un grupo único de tres selecciones. Los dos primeros pasarían a integrar la liguilla final.
| Equipo         | Pts. | PJ | PG | PE | PP | GF | GC | Dif |
| -------------- | ---- | -- | -- | -- | -- | -- | -- | --- |
| Canadá         | 5    | 4  | 1  | 3  | 0  | 4  | 3  | 1   |
| México         | 4    | 4  | 1  | 2  | 1  | 8  | 5  | 3   |
| Estados Unidos | 3    | 4  | 1  | 1  | 2  | 4  | 8  | -4  |

| 18 de octubre de 1980 | Canadá         | 1:1 (1:0) | México      | Exhibition Stadium, Toronto                                            |                                                                        |
|                       | Stojanović 43' |           | Sánchez 89' | Asistencia: 6 371 espectadores Árbitro(s): Luis Paulino Siles Calderón | Asistencia: 6 371 espectadores Árbitro(s): Luis Paulino Siles Calderón |

| 25 de octubre de 1980 | Estados Unidos | 0:0 | Canadá | Lockhart Stadium, Fort Lauderdale                               |  |
|                       |                |     |        | Asistencia: 7 864 espectadores Árbitro(s): Tomás Herrera García |  |

| 1 de noviembre de 1980 | Canadá                          | 2:1 (2:0) | Estados Unidos | Empire Stadium, Vancouver                                 |                                                           |
|                        | Iarusci 21' · Šegota 42' (pen.) |           | Villa 90'      | Asistencia: 13 598 espectadores Árbitro(s): Rómulo Méndez | Asistencia: 13 598 espectadores Árbitro(s): Rómulo Méndez |

| 9 de noviembre de 1980 | México                                                         | 5:1 (4:0) | Estados Unidos   | Estadio Azteca, Ciudad de México                               |                                                                |
|                        | Sánchez 24' · Camacho 31', 55' · Mendizábal 37' · González 40' |           | Davis 76' (pen.) | Asistencia: 90 000 espectadores Árbitro(s): José Luis Valverde | Asistencia: 90 000 espectadores Árbitro(s): José Luis Valverde |

| 16 de noviembre de 1980 | México             | 1:1 (1:0) | Canadá   | Estadio Azteca, Ciudad de México                                    |                                                                     |
|                         | Sánchez 30' (pen.) |           | Gray 59' | Asistencia: 108 000 espectadores Árbitro(s): Cecilio Midence Torres | Asistencia: 108 000 espectadores Árbitro(s): Cecilio Midence Torres |

| 23 de noviembre de 1980 | Estados Unidos  | 2:1 (1:1) | México      | Lockhart Stadium, Fort Lauderdale                                         |                                                                           |
|                         | Moyers 31', 65' |           | Sánchez 40' | Asistencia: 2 126 espectadores Árbitro(s): Marco Antonio Gracias Regalado | Asistencia: 2 126 espectadores Árbitro(s): Marco Antonio Gracias Regalado |

Clasificaron a la ronda final:
- Canadá
- México

### Zona de Centroamérica
La zona de Centroamérica estuvo conformada por un solo grupo de cinco selecciones. Los dos primeros se clasificaban a la liguilla final.
| Equipo      | Pts. | PJ | PG | PE | PP | GF | GC | Dif |
| ----------- | ---- | -- | -- | -- | -- | -- | -- | --- |
| Honduras    | 12   | 8  | 5  | 2  | 1  | 15 | 5  | 10  |
| El Salvador | 12   | 8  | 5  | 2  | 1  | 12 | 5  | 7   |
| Guatemala   | 9    | 8  | 3  | 3  | 2  | 10 | 2  | 8   |
| Costa Rica  | 6    | 8  | 1  | 4  | 3  | 6  | 10 | -4  |
| Panamá      | 1    | 8  | 0  | 1  | 7  | 3  | 24 | -21 |

| 2 de julio de 1980 | Panamá | 0:2 (0:1) | Guatemala                 | Estadio Revolución, Ciudad de Panamá                     |                                                          |
|                    |        |           | Gómez 27' · Mitrovich 49' | Asistencia: 11 000 espectadores Árbitro(s): Robert Evans | Asistencia: 11 000 espectadores Árbitro(s): Robert Evans |

| 30 de julio de 1980 | Panamá | 0:2 (0:1) | Honduras                   | Estadio Revolución, Ciudad de Panamá                    |                                                         |
|                     |        |           | Bernárdez 14' · Costly 85' | Asistencia: 8 975 espectadores Árbitro(s): Hubert Tromp | Asistencia: 8 975 espectadores Árbitro(s): Hubert Tromp |

| 10 de agosto de 1980 | Panamá       | 1:1 (1:0) | Costa Rica | Estadio Revolución, Ciudad de Panamá                          |                                                               |
|                      | Montillo 37' |           | Arroyo 73' | Asistencia: 5 678 espectadores Árbitro(s): Roel Jacques Goede | Asistencia: 5 678 espectadores Árbitro(s): Roel Jacques Goede |

| 24 de agosto de 1980 | Panamá       | 1:3 (1:1) | El Salvador                          | Estadio Revolución, Ciudad de Panamá                       |                                                            |
|                      | Chambers 19' |           | Rivas 16' · Huezo 75' · González 82' | Asistencia: 3 547 espectadores Árbitro(s): Frederick Hoyte | Asistencia: 3 547 espectadores Árbitro(s): Frederick Hoyte |

| 1 de octubre de 1980                      | Costa Rica                     | 2:3 (0:2) | Honduras                                | Estadio Ricardo Saprissa, San José                                  |                                                                     |
|                                           | Jiménez 79' (pen.) · Mills 82' |           | Bulnes 27' · Bernárdez 39' · Bailey 75' | Asistencia: 18 263 espectadores Árbitro(s): Constantinos Soupliotis | Asistencia: 18 263 espectadores Árbitro(s): Constantinos Soupliotis |
| Primer triunfo de Honduras en Costa Rica. |                                |           |                                         |                                                                     |                                                                     |

| 5 de octubre de 1980 | El Salvador                        | 4:1 (2:1) | Panamá       | Estadio Cuscatlán, San Salvador                              |                                                              |
|                      | González 29', 61', 77' · Rivas 35' |           | Montillo 27' | Asistencia: 33 005 espectadores Árbitro(s): Werner Winsemann | Asistencia: 33 005 espectadores Árbitro(s): Werner Winsemann |

| 12 de octubre de 1980 | Guatemala | 0:0 | Costa Rica | Estadio Mateo Flores, Ciudad de Guatemala                 |  |
|                       |           |     |            | Asistencia: 40 000 espectadores Árbitro(s): Jorge Narváez |  |

| 26 de octubre de 1980 | Honduras | 0:0 | Guatemala | Estadio Nacional, Tegucigalpa                                      |  |
|                       |          |     |           | Asistencia: 44 220 espectadores Árbitro(s): Marco Antonio Dorantes |  |

| 26 de octubre de 1980 | El Salvador | 2:0 | Costa Rica | Estadio Cuscatlán, San Salvador                               |  |
| |             |     |            | Asistencia: 2 000 espectadores Árbitro(s): Domingo de la Mora |  |
| Costa Rica no se presentó al juego al "no tener suficientes garantías de seguridad", ante la guerra civil en ese país, por lo que se le dio la victoria de 2-0 al seleccionado local. Primera victoria de El Salvador ante Costa Rica en la historia de la clasificación para la Copa Mundial. |             |     |            |                                                               |  |

| 5 de noviembre de 1980 | Costa Rica                      | 2:0 (1:0) | Panamá | Estadio Ricardo Saprissa, San José                      |                                                         |
|                        | Morera 14' · Jiménez 48' (pen.) |           |        | Asistencia: 7 873 espectadores Árbitro(s): Dante Maglio | Asistencia: 7 873 espectadores Árbitro(s): Dante Maglio |

| 9 de noviembre de 1980 | Guatemala | 0:0 | El Salvador | Estadio Mateo Flores, Ciudad de Guatemala               |  |
|                        |           |     |             | Asistencia: 42 453 espectadores Árbitro(s): David Socha |  |

| 16 de noviembre de 1980 | Guatemala                                                  | 5:0 (2:0) | Panamá | Estadio Mateo Flores, Ciudad de Guatemala                 |                                                           |
|                         | Mitrovich 11', 55' · Gómez 26' · Pennant 69' · Wellman 85' |           |        | Asistencia: 32 216 espectadores Árbitro(s): Peter Johnson | Asistencia: 32 216 espectadores Árbitro(s): Peter Johnson |

| 16 de noviembre de 1980 | Honduras      | 1:1 (0:1) | Costa Rica | Estadio Nacional, Tegucigalpa                           |                                                         |
|                         | Velásquez 75' |           | Morera 34' | Asistencia: 28 159 espectadores Árbitro(s): David Socha | Asistencia: 28 159 espectadores Árbitro(s): David Socha |

| 23 de noviembre de 1980 | El Salvador                | 2:1 (1:0) | Honduras     | Estadio Cuscatlán, San Salvador                           |                                                           |
|                         | González 9' · Guerrero 66' |           | Figueroa 85' | Asistencia: 40 851 espectadores Árbitro(s): Rolando Fusco | Asistencia: 40 851 espectadores Árbitro(s): Rolando Fusco |

| 26 de noviembre de 1980                                                                                | Costa Rica | 0:3 (0:1) | Guatemala                                    | Estadio Ricardo Saprissa, San José                     |                                                        |
| |            |           | Pennant 27' · Sánchez 64' (pen.) · Gómez 88' | Asistencia: 17 042 espectadores Árbitro(s): Ilio Matos | Asistencia: 17 042 espectadores Árbitro(s): Ilio Matos |
| Primera victoria de Guatemala ante Costa Rica en la historia de la clasificación para la Copa Mundial. |            |           |                                              |                                                        |                                                        |

| 30 de noviembre de 1980 | Honduras        | 2:0 (1:0) | El Salvador | Estadio Nacional, Tegucigalpa                                   |                                                                 |
|                         | Bailey 23', 66' |           |             | Asistencia: 38 979 espectadores Árbitro(s): Antonio Evangelista | Asistencia: 38 979 espectadores Árbitro(s): Antonio Evangelista |

| 7 de diciembre de 1980 | Guatemala | 0:1 (0:0) | Honduras   | Estadio Mateo Flores, Ciudad de Guatemala                    |                                                              |
|                        |           |           | Bailey 71' | Asistencia: 42 381 espectadores Árbitro(s): Toros Kibritjian | Asistencia: 42 381 espectadores Árbitro(s): Toros Kibritjian |

| 10 de diciembre de 1980 | Costa Rica | 0:0 | El Salvador | Estadio Ricardo Saprissa, San José                             |  |
|                         |            |     |             | Asistencia: 3 284 espectadores Árbitro(s): Mario Rubio Vázquez |  |

| 14 de diciembre de 1980 | Honduras                                   | 5:0 (3:0) | Panamá | Estadio Nacional, Tegucigalpa                                       |                                                                     |
|                         | Bernárdez 6', 21', 68' · Figueroa 32', 77' |           |        | Asistencia: 25 000 espectadores Árbitro(s): Enrique Mendoza Guillén | Asistencia: 25 000 espectadores Árbitro(s): Enrique Mendoza Guillén |

| 21 de diciembre de 1980 | El Salvador | 1:0 (0:0) | Guatemala | Estadio Cuscatlán, San Salvador                             |                                                             |
|                         | Huezo 49'   |           |           | Asistencia: 22 813 espectadores Árbitro(s): Gino D'Ippolito | Asistencia: 22 813 espectadores Árbitro(s): Gino D'Ippolito |

Clasificaron a la ronda final:
- Honduras
- El Salvador

### Zona del Caribe
La zona caribeña contaba con siete equipos que se dividieron en dos grupos de tres y cuatro equipos respectivamente. En el grupo de cuatro equipos, las dos selecciones de coeficientes más bajos debieron disputar una eliminatoria previa entre ellas, a ida y vuelta, para tener finalmente dos grupos de tres equipos. Los vencedores en ambos grupos serían los clasificados para la ronda final.

#### Eliminatoria previa
| 30 de marzo de 1980 | Guyana                                                                | 5:2 (1:2) | Granada                 | Bourda, Georgetown                                        |                                                           |
|                     | Braithwaite 33' (pen.) · Watson 50', 87' · Canterbury 56' · Forde 57' |           | Julien 15' · Belfon 17' | Asistencia: 5 000 espectadores Árbitro(s): Leonidas Rogel | Asistencia: 5 000 espectadores Árbitro(s): Leonidas Rogel |

| 13 de abril de 1980 | Granada                            | 2:3 (0:3) | Guyana                           | Estadio Nacional, Saint George                                  |                                                                 |
|                     | Cherubin 56' · Mitchell 87' (pen.) |           | Watson 13', 38' · Canterbury 16' | Asistencia: 1 298 espectadores Árbitro(s): Juan Ramón Mollinedo | Asistencia: 1 298 espectadores Árbitro(s): Juan Ramón Mollinedo |

 Guyana accedió al Grupo A

#### Grupo A
| Equipo  | Pts. | PJ | PG | PE | PP | GF | GC | Dif |
| ------- | ---- | -- | -- | -- | -- | -- | -- | --- |
| Cuba    | 7    | 4  | 3  | 1  | 0  | 7  | 0  | 7   |
| Surinam | 5    | 4  | 2  | 1  | 1  | 5  | 3  | 2   |
| Guyana  | 0    | 4  | 0  | 0  | 4  | 0  | 9  | -9  |

| 17 de agosto de 1980 | Cuba                           | 3:0 (0:0) | Surinam | Estadio Pedro Marrero, La Habana                                   |                                                                    |
|                      | Delgado 69' · Pereira 71', 78' |           |         | Asistencia: 6 000 espectadores Árbitro(s): Antonio Márquez Ramírez | Asistencia: 6 000 espectadores Árbitro(s): Antonio Márquez Ramírez |

| 7 de septiembre de 1980 | Surinam | 0:0 | Cuba | Estadio Nacional, Paramaribo                            |  |
|                         |         |     |      | Asistencia: 4 000 espectadores Árbitro(s): Hubert Tromp |  |

| 28 de septiembre de 1980 | Guyana | 0:1 (0:1) | Surinam      | Bourda, Georgetown                                         |                                                            |
|                          |        |           | Stjeward 22' | Asistencia: 6 000 espectadores Árbitro(s): Rudolph Wooding | Asistencia: 6 000 espectadores Árbitro(s): Rudolph Wooding |

| 12 de octubre de 1980 | Surinam                                      | 4:0 (3:0) | Guyana | Estadio Nacional, Paramaribo                               |                                                            |
|                       | Leisbergen 20', 40' · George 22' · Calor 80' |           |        | Asistencia: 10 000 espectadores Árbitro(s): Lionel de Boer | Asistencia: 10 000 espectadores Árbitro(s): Lionel de Boer |

| 9 de noviembre de 1980 | Cuba          | 1:0 (1:0) | Guyana | Estadio Pedro Marrero, La Habana                         |                                                          |
|                        | Hernández 14' |           |        | Asistencia: 8 000 espectadores Árbitro(s): Willie Taylor | Asistencia: 8 000 espectadores Árbitro(s): Willie Taylor |

| 30 de noviembre de 1980 | Guyana | 0:3 (0:3) | Cuba                                     | McKenzie Sports Club, Linden                                  |                                                               |
|                         |        |           | Hernández 8' · Espinosa 17' · Roldán 18' | Asistencia: 7 664 espectadores Árbitro(s): Roel Jacques Goede | Asistencia: 7 664 espectadores Árbitro(s): Roel Jacques Goede |

#### Grupo B
| Equipo                | Pts. | PJ | PG | PE | PP | GF | GC | Dif |
| --------------------- | ---- | -- | -- | -- | -- | -- | -- | --- |
| Haití                 | 5    | 4  | 2  | 1  | 1  | 4  | 2  | 2   |
| Trinidad y Tobago     | 4    | 4  | 1  | 2  | 1  | 1  | 2  | -1  |
| Antillas Neerlandesas | 3    | 4  | 0  | 3  | 1  | 1  | 2  | -1  |

| 1 de agosto de 1980 | Haití                  | 2:0 (0:0) | Trinidad y Tobago | Estadio Sylvio Cator, Puerto Príncipe                            |                                                                  |
|                     | Crispin 84' · Bobo 89' |           |                   | Asistencia: 15 000 espectadores Árbitro(s): Marcel Pérez Guevara | Asistencia: 15 000 espectadores Árbitro(s): Marcel Pérez Guevara |

| 17 de agosto de 1980 | Trinidad y Tobago | 1:0 (0:0) | Haití | Skinner Park, San Fernando                                   |                                                              |
|                      | Spann 55' (pen.)  |           |       | Asistencia: 5 535 espectadores Árbitro(s): Carlos Luis Monge | Asistencia: 5 535 espectadores Árbitro(s): Carlos Luis Monge |

| 12 de septiembre de 1980 | Haití      | 1:0 (0:0) | Antillas Neerlandesas | Estadio Sylvio Cator, Puerto Príncipe                    |                                                          |
|                          | Brevin 74' |           |                       | Asistencia: 8 606 espectadores Árbitro(s): Willie Taylor | Asistencia: 8 606 espectadores Árbitro(s): Willie Taylor |

| 9 de noviembre de 1980 | Trinidad y Tobago | 0:0 | Antillas Neerlandesas | Estadio Nacional, Puerto España                            |  |
|                        |                   |     |                       | Asistencia: 5 000 espectadores Árbitro(s): Frederick Hoyte |  |

| 28 de noviembre de 1980 | Antillas Neerlandesas | 0:0 | Trinidad y Tobago | Estadio Willemstad, Willemstad                              |  |
|                         |                       |     |                   | Asistencia: 7 991 espectadores Árbitro(s): Glenn Kranenburg |  |

| 12 de diciembre de 1980 | Antillas Neerlandesas | 1:1 (0:1) | Haití      | Estadio Willemstad, Willemstad                                |                                                               |
|                         | Kwidama 73'           |           | Crispin 3' | Asistencia: 6 467 espectadores Árbitro(s): Domingo de la Mora | Asistencia: 6 467 espectadores Árbitro(s): Domingo de la Mora |

Clasificaron a la ronda final:
- Cuba
- Haití

## Ronda final: Campeonato de Naciones de la Concacaf de 1981
La ronda final de las eliminatorias sirvió de marco al VIII Campeonato Concacaf de Naciones celebrado en el Estadio Nacional de Tegucigalpa (Honduras) del 1 de noviembre al 22 de noviembre de 1981. Los dos primeros del hexagonal clasificaban directamente al Mundial de 1982 siendo declarado el primer clasificado como campeón de Concacaf.

### Organización

#### Sede
| Tegucigalpa                     |
| ------------------------------- |
| Estadio Nacional de Tegucigalpa |
| Capacidad: 50 000 espectadores  |
|                                 |

#### Equipos participantes
| Equipos participantes | Equipos participantes | Equipos participantes |
| --------------------- | --------------------- | --------------------- |
| Canadá                | Cuba                  | Haití                 |
| Honduras              | México                | El Salvador           |

### Resultados
| 1 de noviembre de 1981 | México                                    | 4:0 (2:0) | Cuba | Estadio Nacional, Tegucigalpa                                    |                                                                  |
|                        | Castro 18' · Sánchez 43', 50' · Manzo 53' |           |      | Asistencia: 40 720 espectadores Árbitro(s): Rómulo Méndez Molina | Asistencia: 40 720 espectadores Árbitro(s): Rómulo Méndez Molina |

| 2 de noviembre de 1981 | Canadá         | 1:0 (0:0) | El Salvador | Estadio Nacional, Tegucigalpa                                             |                                                                           |
|                        | Stojanović 90' |           |             | Asistencia: 31 570 espectadores Árbitro(s): César Humberto Pagano Trucios | Asistencia: 31 570 espectadores Árbitro(s): César Humberto Pagano Trucios |

| 3 de noviembre de 1981 | Honduras                                          | 4:0 (2:0) | Haití | Estadio Nacional, Tegucigalpa                                    |                                                                  |
|                        | Bueso 35' · Urquía 40' · Laing 64' · Figueroa 75' |           |       | Asistencia: 45 386 espectadores Árbitro(s): José de Assis Aragão | Asistencia: 45 386 espectadores Árbitro(s): José de Assis Aragão |

| 6 de noviembre de 1981 | Haití       | 1:1 (1:0) | Canadá         | Estadio Nacional, Tegucigalpa                                              |                                                                            |
|                        | Romulas 34' |           | Stojanović 50' | Asistencia: 33 237 espectadores Árbitro(s): Marco Antonio Gracias Regalado | Asistencia: 33 237 espectadores Árbitro(s): Marco Antonio Gracias Regalado |

| 6 de noviembre de 1981 | México | 0:1 (0:0) | El Salvador   | Estadio Nacional, Tegucigalpa                                    |                                                                  |
|                        |        |           | Hernández 81' | Asistencia: 33 237 espectadores Árbitro(s): José de Assis Aragão | Asistencia: 33 237 espectadores Árbitro(s): José de Assis Aragão |

| 8 de noviembre de 1981 | Honduras               | 2:0 (1:0) | Cuba | Estadio Nacional, Tegucigalpa                                           |                                                                         |
|                        | Bueso 36' · Costly 69' |           |      | Asistencia: 33 876 espectadores Árbitro(s): Luis Paulino Siles Calderón | Asistencia: 33 876 espectadores Árbitro(s): Luis Paulino Siles Calderón |

| 11 de noviembre de 1981 | El Salvador | 0:0 | Cuba | Estadio Nacional, Tegucigalpa                           |  |
|                         |             |     |      | Asistencia: 22 774 espectadores Árbitro(s): David Socha |  |

| 11 de noviembre de 1981 | México      | 1:1 (0:0) | Haití     | Estadio Nacional, Tegucigalpa                                             |                                                                           |
|                         | Sánchez 87' |           | Cadet 47' | Asistencia: 22 774 espectadores Árbitro(s): César Humberto Pagano Trucios | Asistencia: 22 774 espectadores Árbitro(s): César Humberto Pagano Trucios |

| 12 de noviembre de 1981 | Honduras                     | 2:1 (2:1) | Canadá     | Estadio Nacional, Tegucigalpa                                    |                                                                  |
|                         | Caballero 12' · Figueroa 40' |           | Bridge 19' | Asistencia: 38 953 espectadores Árbitro(s): Rómulo Méndez Molina | Asistencia: 38 953 espectadores Árbitro(s): Rómulo Méndez Molina |

| 15 de noviembre de 1981 | Haití | 0:2 (0:0) | Cuba                           | Estadio Nacional, Tegucigalpa                                |                                                              |
|                         |       |           | Mathieu 55' (a.g.) · Núñez 90' | Asistencia: 22 396 espectadores Árbitro(s): Orlando Bijlhout | Asistencia: 22 396 espectadores Árbitro(s): Orlando Bijlhout |

| 15 de noviembre de 1981 | México     | 1:1 (1:0) | Canadá     | Estadio Nacional, Tegucigalpa                           |                                                         |
|                         | Castro 29' |           | Bridge 57' | Asistencia: 22 395 espectadores Árbitro(s): David Socha | Asistencia: 22 395 espectadores Árbitro(s): David Socha |

| 16 de noviembre de 1981 | Honduras | 0:0 | El Salvador | Estadio Nacional, Tegucigalpa                                           |  |
|                         |          |     |             | Asistencia: 39 882 espectadores Árbitro(s): Luis Paulino Siles Calderón |  |

| 19 de noviembre de 1981 | Haití | 0:1 (0:1) | El Salvador      | Estadio Nacional, Tegucigalpa                             |                                                           |
|                         |       |           | Huezo 28' (pen.) | Asistencia: 16 826 espectadores Árbitro(s): Osmond Downer | Asistencia: 16 826 espectadores Árbitro(s): Osmond Downer |

| 21 de noviembre de 1981 | Cuba                     | 2:2 (1:0) | Canadá                   | Estadio Nacional, Tegucigalpa                                             |                                                                           |
|                         | Núñez 2' · Rodríguez 74' |           | McLeod 48' · Iarusci 84' | Asistencia: 16 458 espectadores Árbitro(s): César Humberto Pagano Trucios | Asistencia: 16 458 espectadores Árbitro(s): César Humberto Pagano Trucios |

| 22 de noviembre de 1981 | Honduras | 0:0 | México | Estadio Nacional, Tegucigalpa                           |  |
|                         |          |     |        | Asistencia: 50 000 espectadores Árbitro(s): David Socha |  |

### Clasificación
| Equipo      | Pts. | PJ | PG | PE | PP | GF | GC | Dif |
| ----------- | ---- | -- | -- | -- | -- | -- | -- | --- |
| Honduras    | 8    | 5  | 3  | 2  | 0  | 8  | 1  | 7   |
| El Salvador | 6    | 5  | 2  | 2  | 1  | 2  | 1  | 1   |
| México      | 5    | 5  | 1  | 3  | 1  | 6  | 3  | 3   |
| Canadá      | 5    | 5  | 1  | 3  | 1  | 6  | 6  | 0   |
| Cuba        | 4    | 5  | 1  | 2  | 2  | 4  | 8  | -4  |
| Haití       | 2    | 5  | 0  | 2  | 3  | 2  | 9  | -7  |

#### Clasificados
| Bandera de Honduras | Bandera de El Salvador |
| Honduras            | El Salvador            |
| Campeón 1.° título  | Segundo puesto         |

## Estadísticas

### Clasificación general
| Pos. | Selección             | Pts. | PJ | PG | PE | PP | GF | GC | Dif | Rend. |
| ---- | --------------------- | ---- | -- | -- | -- | -- | -- | -- | --- | ----- |
| 1    | Honduras              | 20   | 13 | 8  | 4  | 1  | 23 | 6  | 17  | 76.9% |
| 2    | El Salvador           | 18   | 13 | 7  | 4  | 2  | 14 | 6  | 8   | 69.2% |
| 3    | Cuba                  | 11   | 9  | 4  | 3  | 2  | 11 | 8  | 3   | 61.1% |
| 4    | Canadá                | 10   | 9  | 2  | 6  | 1  | 10 | 9  | 1   | 55.6% |
| 5    | Guatemala             | 9    | 8  | 3  | 3  | 2  | 10 | 2  | 8   | 56.3% |
| 6    | México                | 9    | 9  | 2  | 5  | 2  | 14 | 8  | 6   | 50%   |
| 7    | Haití                 | 7    | 9  | 2  | 3  | 4  | 6  | 11 | -5  | 38.9% |
| 8    | Costa Rica            | 6    | 8  | 1  | 4  | 3  | 6  | 10 | -4  | 37.5% |
| 9    | Surinam               | 5    | 4  | 2  | 1  | 1  | 5  | 3  | 2   | 62.5% |
| 10   | Trinidad y Tobago     | 4    | 4  | 1  | 2  | 1  | 1  | 2  | -1  | 50%   |
| 11   | Guyana                | 4    | 6  | 2  | 0  | 4  | 8  | 13 | -5  | 33.3% |
| 12   | Antillas Neerlandesas | 3    | 4  | 0  | 3  | 1  | 1  | 2  | -1  | 37.5% |
| 13   | Estados Unidos        | 3    | 4  | 1  | 1  | 2  | 4  | 8  | -4  | 37.5% |
| 14   | Panamá                | 1    | 8  | 0  | 1  | 7  | 3  | 24 | -21 | 6.3%  |
| 15   | Granada               | 0    | 2  | 0  | 0  | 2  | 4  | 8  | -4  | 0%    |

### Goleadores
| Jugador               | Selección   | Goles |
| --------------------- | ----------- | ----- |
| Hugo Sánchez          | México      | 7     |
| Salvador Bernárdez    | Honduras    | 5     |
| Jorge González        | El Salvador | 5     |
| José Roberto Figueroa | Honduras    | 5     |
| Jimmy Bailey          | Honduras    | 4     |
| Clyde Watson          | Guyana      | 4     |
| Norberto Huezo        | El Salvador | 3     |
| Mike Stojanović       | Canadá      | 3     |
| Julio Gómez           | Guatemala   | 3     |
| José Emilio Mitrovich | Guatemala   | 3     |